# Can't Get Over
Singles de September
Cry for You
(2006) Until I Die
(2007)
Can't Get Over est une chanson de l'artiste suédoise September sortie le 20 juin 2007 sous le label Catchy Tunes. Single extrait de l'album studio Dancing Shoes (2007), la chanson a été écrite par Anoo Bhagavan, Jonas von der Burg, Niklas von der Burg. Can't Get Over est produite par Jonas von der Burg. Cette chanson sort en tant que 1er single de Dancing Shoes en Suède et second single aux Pays-Bas. Au Royaume-Uni, Can't Get Over est le 3e single extrait de l'album studio Cry For You et succède aux chansons Cry for You et Satellites sous une nouvelle version qui sort le 9 mars 2009. Aux États-Unis, le single sort sous format CD Maxi-single, en plus de la version originale sortie en décembre 2007, le nouveau remixes sort le 3 mars 2009.
La chanson est diffusée dans les radios australienne bien plus tard que la sortie en 2007 mais à la suite du succès de Cry for You. La version single sortie le 24 avril 2009 en Australie est la même que le nouveau remix au Royaume-Uni. Can't Get Over atteint un pic à la 14e place au Royaume-Uni.

## Crédits et personnels
Les personnes suivantes ont contribué à Can't Get Over :
- September – Chanteuse, backing vocals
- Anoo Bhagavan – backing vocals
- Jonas von der Burg – production, mixage audio, keyboards, programmation
- Joe Yannece – ingénieur du son
- Björn Axelsson, Niklas von der Burg – keyboards
- Björn Engelmann Cutting Room Studios – Mastering

## Formats et liste des pistes
- "Can't Get Over" (Sortie en Suède, États-Unis, Pays-Bas)

1. "Can't Get Over" (Radio) (3:02)
2. "Can't Get Over" (Extended) (4:35)
3. "Can't Get Over" (Short Disco 2007) (3:54)
4. "Can't Get Over" (Long Disco 2007) (6:54)

- "Can't Get Over" (États-Unis Re-release [UK Edit Remixes])

1. "Can't Get Over" (UK Radio Edit) (3:12)
2. "Can't Get Over" (Dave Ramone Edit) (3:00)
3. "Can't Get Over" (Wideboys Edit) (3:12)
4. "Can't Get Over" (Jens Kindervater Edit) (3:26)
5. "Can't Get Over" (Figoboy Remix) (5:34)
6. "Can't Get Over" (Dave Ramone Remix) (6:16)
7. "Can't Get Over" (Wideboys Remix) (6:30)
8. "Can't Get Over" (Jens Kindervater Remix) (4:48)
9. "Can't Get Over" (Buzz Junkies Remix) (5:58)
10. "Can't Get Over" (Wideboys Dub) (6:30)
11. "Can't Get Over" (Buzz Junkies Dub) (5:58)
12. "Can't Get Over" (Instrumental Edit) (3:17)

- "Can't Get Over" (UK CD Single)

Pink version:
1. "Can’t Get Over" (UK Radio Edit)
2. "Can’t Get Over" (Wideboys Edit)

Blue version:
1. "Can’t Get Over" (UK Radio Edit)
2. "Can’t Get Over" (Figoboy Remix)
3. "Can’t Get Over" (Dave Ramone Edit)
4. "Can’t Get Over" (Original Edit)
5. "Cry For You" (Warren Clarke Mix)
6. Bonus material (music video, photos, etc.)

- "Can't Get Over" (Australie CD Single)[5]

1. "Can't Get Over" (UK Radio Edit)
2. "Can't Get Over" (Wideboys Edit)
3. "Can't Get Over" (Dave Ramone Edit)
4. "Can't Get Over" (Original Edit)
5. "Can't Get Over" (Buzz Junkies Club Mix)
6. "Can't Get Over" (Jens Kindervater Mix)
7. "Can't Get Over" (Figoboy Mix)

- "Can't Get Over" (Pays-Bas Re-release)

1. "Can't Get Over" (UK Radio Edit)
2. "Can’t Get Over" (Original Edit)

- "Can't Get Over" (France digital)

1. "Can't Get Over" (UK Radio Edit)
2. "Can't Get Over" (Original Edit)
3. "Can't Get Over" (Dave Ramone Edit)
4. "Can't Get Over" (Wideboys Edit)
5. "Can't Get Over" (Dave Ramone Remix)
6. "Can't Get Over" (Figoboy Remix)
7. "Can't Get Over" (Kindervater Remix)
8. "Can't Get Over" (Wideboys Dub)
9. "Can't Get Over" (Wideboys Remix)

## Classement par pays
| Classement (2007-2008)                    | Meilleure position |
| ----------------------------------------- | ------------------ |
| Australie (ARIA)                          | 41                 |
| Belgique (Flandre Ultratop 50 Singles)    | 5                  |
| Tchéquie (IFPI Rádio)                     | 2                  |
| Finlande (Suomen virallinen lista)        | 10                 |
| Irlande (IRMA)                            | 38                 |
| Pays-Bas (Nederlandse Top 40)             | 28                 |
| Nouvelle-Zélande (RMNZ)                   | 33                 |
| Roumanie (Romanian Top 100)               | 28                 |
| Suède (Sverigetopplistan)                 | 5                  |
| Slovaquie (IFPI Rádio)                    | 6                  |
| Royaume-Uni (The Official Charts Company) | 14                 |
| États-Unis Billboard Hot Dance Airplay    | 12                 |

## Historique de sortie
| Pays        | Date             | Format                                                | Label                |
| ----------- | ---------------- | ----------------------------------------------------- | -------------------- |
| Suède       | 20 juin 2007     | CD single, téléchargement digital                     | Catchy Tunes         |
| États-Unis  | 27 novembre 2007 | CD single, téléchargement digital                     | Robbins              |
| États-Unis  | 3 mars 2009      | CD single, téléchargement digital (U.K. Edit Remixes) | Robbins              |
| Pays-Bas    | 7 mars 2008      | CD single, téléchargement digital                     | Silver Angel Records |
| Pays-Bas    | 4 avril 2009     | CD single, téléchargement digital (Réédition)         | Spinnin' Records     |
| Royaume-Uni | 9 mars 2009      | CD single, téléchargement digital                     | Hard2Beat            |
| Australie   | 24 avril 2009    | CD single, téléchargement digital                     | Central Station      |
| France      | 23 février 2009  | téléchargement digital                                | Happy Music          |